# 景汉朝
景汉朝（1960年11月29日—），男，汉族，河北深县人，中华人民共和国政治人物，曾任最高人民法院副院长。西南政法学院法学系诉讼法学专业本科毕业，北京大学法学院法理专业在职研究生学历，西南政法大学法学系诉讼法学专业在职法学博士。二级大法官。

## 生平
1978年9月，在西南政法学院法律系法律专业学习。1981年4月加入中国共产党。1982年7月参加工作，任河北省石家庄邮电学校教师。1984年8月，进入河北省高级人民法院，任经济审判庭书记员。1986年9月，任经济审判庭助理审判员（正科级）。1988年12月，任经济审判庭负责人。1989年7月，任经济审判庭副庭长。1993年2月，任经济审判庭庭长。
1994年12月，任最高人民法院经济审判庭审判员。1995年5月，任最高人民法院经济审判庭调研组组长。1996年12月，任河北省高级人民法院党组成员、副院长、审判委员会委员（其间：1994年7月-1997年7月，在北京大学法学院法理专业在职研究生学习，获法学硕士学位）。2002年，当选为全国十大杰出青年法学家。2003年4月，任河北省高级人民法院党组副书记、副院长、审判委员会委员（正厅级，其间：2000年9月-2004年1月，在西南政法大学法学系诉讼法学专业在职研究生学习，获法学博士学位）。2006年11月，任最高人民法院审判委员会副部级专职委员。2007年4月，任最高人民法院审判委员会副部级专职委员、司法改革领导小组办公室主任。2008年5月，任最高人民法院审判委员会副部级专职委员、办公厅主任、司法改革领导小组办公室主任。2009年4月，任最高人民法院审判委员会副部级专职委员、办公厅主任。2009年6月，任最高人民法院党组成员、副院长、审判委员会委员、办公厅主任。2010年7月，任最高人民法院党组成员、副院长、审判委员会委员。2016年12月，兼任最高人民法院第四巡回法庭（驻地郑州）庭长。
2017年4月，任中共中央政法委员会副秘书长。2018年2月24日，当选为第十三届全国人大代表。2023年3月，以2916票赞成、15票反对、8票弃权当选第十四届全国人大常委会委员。